# Georges Petit

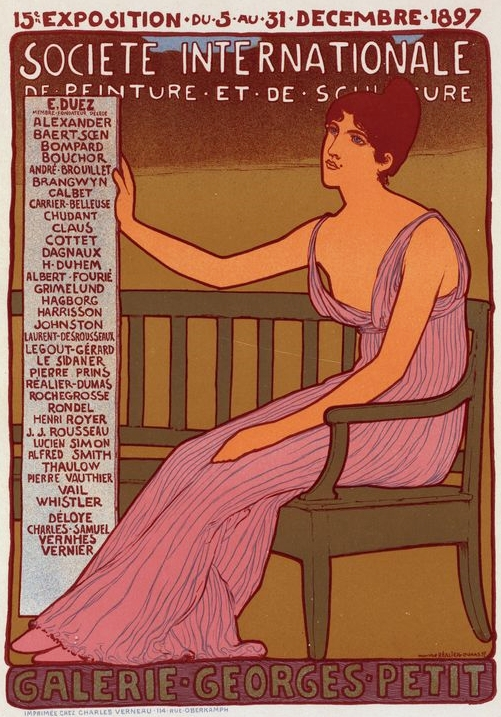
Cartel por Maurice Réalier-Dumas (1860-1928) para el 15.º "Exposition de la Société internationale de peinture et de escultura" en el galerie Georges Petit en París en 1897.

Georges Petit (París, Isla de Francia, Francia, 11 de marzo de 1856-12 de mayo de 1920) fue un comerciante de arte francés.  Figura clave en el mundo de arte, contemporáneo de Paul-Durand Ruel, Beugniet Louis Adolphe Goupil. Principal promotor de los Impresionistas, como Pierre-Auguste Renoir, Claude Monet, Alfred Sisley o el escultor Auguste Rodin, entre otros.

## Carrera temprana
Georges Petit fue hijo de François Petit, fundador en 1846 de la firma de comerciantes de arte Galerie François Petit, ubicada en el número 7 de la calle Saint-Georges, París.  Años más tarde, se convertiría en una de las galerías de arte más importantes en el mercado francés.
Según el historiador del arte Robert Jensen en su libro Modernism in Fin-de-Siecle Europe, la casa de subasta asumió, “múltiples papeles que iban desde la certificación y autentificación de las piezas, guiándolas a través de los peligros del mercado, con el establecimiento y alistamiento de ellas de los críticos e historiadores para situar la importancia del artista”.
A la muerte del padre en 1877, Petit heredó la galería, así como un castillo y 3 millones francos. Construyó una casa en la calle de Sèze. Sus gastos anuales asumían unos 400,000 francos, con los que sostuvo a su mujer, niños, amantes… Y gastos fotográficos.
Jensen citó a Émile Zola cuando dijo que el joven Petit era “más ambicioso que su padre… competitivo al punto de querer arruinar sus rivales”. Jensen continuó, “[Petit] esperaría… a los americanos a que llegaran a París cada mayo. Y lo que compraba en 10,000 francos,  él lo vendía en 40,000.”

### Impresionismo
Georges Petit comenzó a comprar obras impresionistas en 1878, después de vender las colecciones de Jean Victor Louis Faure y de Ernest Hoschedé, quien luego de haber sido mecenas de Claude Monet cayó en quiebra. Petit de 22 años, se convirtió en un experto de arte. Sin embargo, de acuerdo con la biografía publicada en la Galería Nacional de Arte (EE.UU.), esto sucedió hacia fines de los llamados “años malos” impresionistas, cuando las obras comenzaron a encontrar un buen mercado.

## Rivalidades y aumento a prominencia

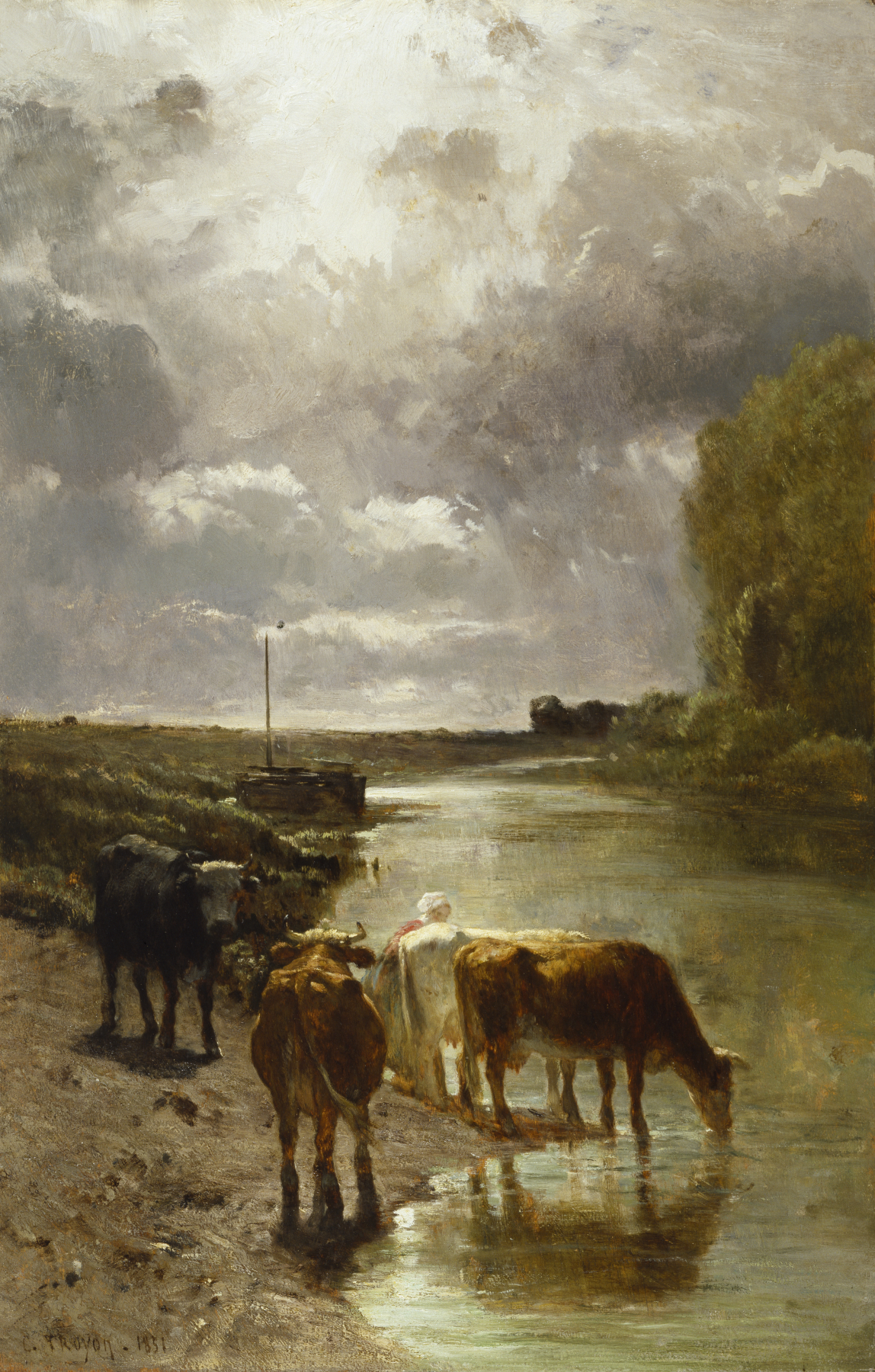
El ganado que Bebe es una pintura por Constante Troyon, exhibido en 1883 en las galerías de Georges Petit.

El abrevadero es una pintura de Constant Troyon que fue expuesta en 1883 en la Galería Georges Petit. Petit tuvo una intensa rivalidad con el también marchante Paul Durand-Ruel (1831-1922). En 1865, Durand-Ruel se hizo cargo del negocio paterno. Las galerías Petit y Durand-Ruel, que datan de la década de 1850, fueron las principales de París. Paul Durand-Ruel era 25 años mayor que Petit y desde 1870 se había convertido en un defensor de los impresionistas.
La galería Georges Petit abrió sus puertas en 1881, en el número 12 de la calle Godot de Mauroy; fue un espacio de exposiciones alternativo al célebre Salón. Más tarde se trasladó al número 8 de la calle Sèze en el corazón de París.
Petit influyó en los grandes círculos sociales e ideó la serie de Exposiciones Internacionales de Pintura. La primera tuvo lugar en 1882. John Singer Sargent envió un retrato realizado por Vernon Lee para el evento inaugural, obra que recibió críticas desiguales. Sargent escribió, “fue expuesta y consternó a muchos”. Las muestras pronto atrajeron a pintores como Claude Monet, Camille Pissarro, Pierre-Auguste Renoir y Alfred Sisley.
Sisley realizó grandes exposiciones retrospectivas en la Galería Georges Petit entre 1880 y 1890. Esto resultó en un gran éxito para Petit, ya que Sisley había estado asociado con Durand-Ruel. En 1897, Petit exhibió 146 óleos y 5 pasteles. Dos años más tarde, pocos meses después de la muerte de Sisley, los cuadros que permanecieron en el taller de Sisley se subastaron a beneficio de sus hijos.

### Vendedor formidable
La biografía publicada por la Galería Nacional de Arte nota que Petit también trató con pintores del Salón y manejó mucho los trabajos de artistas exitosos y de moda de este periodo, rivalizó con otro comerciante parisiense: Boussod & Valadon (sucesores a Goupil & Cie). Disfrutó de la reputación de ser un “mercader de arte formidable”, y una de las subastas más importantes de París… realizó varias de estas, debido a que el Hôtel Drouot tenía espacio insuficiente para llevarlas a cabo.  Este hecho solo aumentó su rivalidad con Durand-Ruel; Petit no se preocupó para tener su competidor oficial como “experto” en las ventas públicas realizadas en su galería.
Michael C. Fitzgerald, en su libro La fabricación del Modernismo, escribió: “por la década de 1890 [Petit] le arrebató muchos de los Impresionistas a su primer comerciante, Durand-Ruel, y presentó exposiciones importantes, como Mañana en el Sena de Claude Monet y la serie de costas marinas de Norman”.  Según Émile Zola, quién conoció el mundo del arte parisiense por dentro y por fuera, Petit “fue la ‘apoteosis’ de comerciantes cuando el mercado Impresionista se disparó y la competencia entre mercaderes… se convirtió intensa”.
Petit mantuvo cierto número de premisas en sus ventas de subastas, incluyendo en 1883 la colección Narishkine, así como los acervos de Chocquet y Doria en 1889, del mismo modo en 1918-1919 la venta del estudio del pintor Edgar Degas.
El biógrafo del Centro Whistler escribió que la Société internationale de Peinture de Petit corrió con principios similares a la Galería Grosvenor. Del mismo modo que esta galería, Petit tuvo un órgano consultivo de artistas (incluyendo Alfred Stevens, Raimundo de Madrazo y Garreta y Giuseppe De Nittis), pero de hecho Petit la dirigía solo. Otros artistas como Paul Baudry, Jean-Léon Gérôme, Jozef Israëls, Lawrence Alma-Tadema, John Everett Millais, Ludwig Knaus y Adolph Friedrich Erdmann von Menzel también estuvieron involucrados.
Según el Centro Whistler, el cual inició en 1881, “la galería se asoció con imprentas especializadas en publicaciones monocromáticas, que reprodujeran grabados de muy alta calidad, de pinturas de artistas contemporáneos como Félix Bracquemond y Marcellin Desboutin”.
En 1887, Auguste Rodin exhibió  El Beso y tres figuras de Los burgueses de Calais en la Galería Georges Petit. En 1889, Rodin y Monet realizaron una exposición en conjunto, el maestro escultor mostró 36 trabajos. Según el proyecto de Auguste Rodin, “la exposición con Georges Petit consolidó la posición de Rodin como primer escultor en Francia y le abrió las puertas a coleccionistas y museos alrededor del mundo”.
A fines de 1880, Petit rechazó tener como aprendiz a Louis-Ambroise Vollard (1866-1939), la razón fue el desconocimiento de lenguas extranjeras. Vollard, con el tiempo, se convirtió en uno de los comerciantes de arte más legendarios… Así como un coleccionista ávido y editor notable. Jugó una función importante en las carreras de pintores como Vincent van Gogh y los artistas de vanguardia como Paul Cézanne, Paul Gauguin, Aristide Maillol, Pablo Picasso, Georges Rouault y Maurice de Vlaminck.

## La Galería después Petit
Tras la muerte de Petit, la Galerie Georges Petit fue adquirida por los prósperos marchantes de arte, los hermanos Gastón y Josse Bernheim-Jeune (fr) y su pareja Étienne Bignou. George Keller quien tuvo una estrecha relación con Salvador Dalí, en 1929 se convirtió en el director de la galería.
En 1931, Henri Matisse realizó su retrospectiva en la galería. Hasta ese momento fue la mayor exhibición en Francia.
En 1932, la galería organizó la retrospectiva de Pablo Picasso. El historiador de arte Michael C. Fitzgerald escribió: “se presentan 225 pinturas, esculturas, 76 libros ilustrados;  la exposición fue un éxito de taquilla. Además del tamaño, la exhibición da cuenta de la carrera de Picasso desde 1900 hasta los primeros meses de 1932”.
Fitzgerald comentó, “…la Galerie George Petit fue un paradigma de las nuevas relaciones entre los marchantes y coleccionistas que se formaron en el inicio de los treinta…”. Y continúa: “…a pesar de que lleva el nombre de un hombre ilustre en la historia del arte moderno, con esta retrospectiva de Picasso, la galería se aleja sustancialmente de sus orígenes”.
La Galerie Georges Petit cerró sus puertas en 1933 y sus activos fueron subastados.

## Exposiciones
- 1896 – 13ª Exposición Internacional